# Cahier Africain
Cahier Africain (kaje afʁikɛ̃) ist ein Dokumentarfilm von Heidi Specogna aus dem Jahr 2016. Er thematisiert die in einem Schulheft dokumentierten Verbrechen kongolesischer Söldner von Oktober 2002 bis März 2003 an 300 zentralafrikanischen Frauen, Mädchen und Männern. Ab 2008 begleitet der Film über mehrere Jahre die Protagonistinnen Amzine und Arlette.

## Inhalt
Die junge muslimische Frau Amzine wird durch ihre aus der Vergewaltigung hervorgegangene Tochter Fane, nun 12 Jahre alt, täglich an das Leid erinnert, das sie dem „Cahier Africain“ (deutsch: afrikanisches Heft) anvertraute.
Arlette, eine junge Christin, leidet seit Jahren qualvoll an einer nicht verheilten Schusswunde am Knie. Nach einer erfolgreichen Operation in Berlin hofft sie auf ein schmerzfreies Leben.
Während die beiden Protagonistinnen ihren Alltag meistern und in Den Haag am Internationalen Gerichtshof die Strafverfolgung der Kriegsverbrechen anläuft, bricht in der Zentralafrikanischen Republik erneut Krieg aus. Der Film folgt Amzine, Fane und Arlette durch die Wirren und das Leid des Krieges und dokumentiert den Alltag im von Staatsstreichen destabilisierten und kriegszerrütteten zentralen Afrika.

## Hintergrund
In einem Schulheft dokumentierten 300 mutige zentralafrikanische Frauen, Mädchen und Männer die Verbrechen kongolesischer Söldner während des bewaffneten Konflikts von Oktober 2002 bis März 2003. Dieses afrikanische Heft – „Cahier Africain“ – war für die Schweizer Filmemacherin Heidi Specogna Ausgangspunkt des gleichnamigen Dokumentarfilms.

## Kritik
Die Deutsche Film- und Medienbewertung (FBW) verlieh Cahier Africain 2016 das „Prädikat besonders wertvoll“: „CAHIER AFRICAIN – eine immens wichtige Dokumentation. Ein klug reflektiertes Stück Zeitgeschichte. Und ein bewegender Film.“ In der Jury-Begründung heißt es weiter: „Die große Qualität der Recherche bewegt diesen schweren Stoff. […]Trotz des vielen Leids gibt es einen Alltag, der in seiner Beiläufigkeit wichtige Zusammenhänge erklärt und die großen Fragen des Films nicht moralisiert. So intensiv verbunden und unglaublich nah war man den Menschen in Afrika bisher sicher nicht oft.“
Der Film zeigt eine europäisch geprägte Sicht auf den afrikanischen Kontinent.

## Auszeichnungen
- Cahier Africain wurde beim Internationalen Filmfestival von Locarno 2016 mit dem Zonta Club Preis ausgezeichnet.[3]
- Im Rahmen der DOK Leipzig 2016 erhielt Cahier Africain die Silberne Taube.[4]
- Cahier Africain ist Preisträger des Deutschen Menschenrechts-Filmpreises 2016.[5]
- 2017 folgten bei der Verleihung des Schweizer Filmpreises zwei Auszeichnungen (Bester Dokumentarfilm, Beste Montage).[6]